# Genealogy
Genealogy é um supergrupo arménio formado para representar a Arménia no Festival Eurovisão da Canção 2015. Cinco dos seis integrantes do grupo vieram dos diferentes continentes da diáspora arménia, depois do Genocídio arménio de 1915. Os cinco artistas da diáspora também simbolizam as cinco pétalas do não-me-esqueças (logo oficial do 100º aniverário do Genocídio arménio, assinalado em abril de 2015), enquanto que o centro da flor represeta o sexto artista, proveniente da Arménia.
O grupo apresentou a música "Face the Shadow" no certame. A canção originalmente chamava-se "Don't Deny" (Não negues), mas os organizadores mudaram o título por ter sido considerado muito político (insinuando a negação do genocídio arménio).

## Membros
O supergrupo Genealogy é composto por arménios que representam os cinco continentes (África, Ásia, Américas, Europa, Oceânia) e um da Arménia. Os cinco artistas da diáspora arménia, ao mesmo tempo simbolizam as cinco pétalas da flor Myosotis (também chamada de não-me-esqueça). No seu centro, o grupo é unificado por um sexto artista, natural da Arménia.
| Continente | Páis                      | Artista                        | Data de nascimento      | Anúncio                 |
| ---------- | ------------------------- | ------------------------------ | ----------------------- | ----------------------- |
| África     | Etiópia                   | Vahe Tilbian                   | 17 de fevereiro de 1980 | 23 de fevereiro de 2015 |
| Américas   | Estados Unidos da América | Tamar Kaprelian                | 28 de outubro de 1986   | 20 de fevereiro de 2015 |
| Ásia       | Japão                     | Stephanie Topalian             | 5 de agosto de 1987     | 27 de fevereiro de 2015 |
| Europa     | França                    | Essaï Altounian                | 5 de novembro de 1980   | 16 de fevereiro de 2015 |
| Oceania    | Austrália                 | Mary-Jean O'Doherty Basmadjian | 2 de abril de 1982      | 3 de março de 2015      |
| Arménia    | Arménia                   | Inga Arshakyan                 | 18 de março de 1982     | 12 de março de 2015     |

## Discografia

### Singles
| Titulo            | Ano  | Melhor posição |
| Titulo            | Ano  | ICE            |
| ----------------- | ---- | -------------- |
| "Face the Shadow" | 2015 | 47             |

## Depois da Eurovisão
Depois da Eurovisão, Tamar Kaprelian lançou um single coletivo "The Otherside" com várias cantoras que atuaram no Festival Eurovisão da Canção desse ano como Elhaida Dani, Elina Born, Maria-Elena Kyriakou e Stephanie Topalian.